# Saint-Julien-Maumont
 Saint-Julien-Maumont  là một xã thuộc tỉnh Corrèze trong vùng Nouvelle-Aquitaine miền trung Pháp.